# Bassia stellaris
Bassia stellaris är en amarantväxtart som först beskrevs av Horace Bénédict Alfred Moquin-Tandon, och fick sitt nu gällande namn av Joseph Friedrich Nicolaus Bornmüller. Bassia stellaris ingår i släktet kvastmållor, och familjen amarantväxter. Inga underarter finns listade i Catalogue of Life.